# Formação Lourinhã
Formação Lourinhã é uma formação geológica localizado no oeste de Portugal, nominada em homenagem ao concelho de Lourinhã. A formação é da idade do Jurássico Superior, e tem notável semelhança com a formação Morrison nos Estados Unidos da América e com as camadas de Tendaguru na Tanzânia. Além de abundante fauna fóssil sobretudo de dinossauros comprovada pela ocorrência de ossos, a Formação Lourinhã também tem numerosas pegadas.

## Fauna
Tartarugas:
- Selenemys lusitanica

Dinossauros:
- Abelisauridae indet.[5]
- Allosaurus europaeus
- Allosaurus fragilis
- Ceratosaurus dentisulcatus
- Dacentrurus armatus
- Dinheirosaurus lourinhanensis
- Draconyx loureiroi
- Dracopelta zbyszewskii
- Lourinhanosaurus antunesi

- Lourinhasaurus alenquerensis
- Lusotitan atalaiensis[6][2]
- Torvosaurus gurneyi
- Zby atlanticus

## Flora
- Pterophyllum mondeguensis
- Pterophyllum sp.
- Sphenolepis choffati